# Озов, Мурат Нухович
Мура́т Нухович Озов (9 августа 1966 года, Черкесск, Карачаев-Черкесская АО, РСФСР, СССР) — советский и российский самбист и дзюдоист, чемпион Европы и мира по самбо, заслуженный мастер спорта России по самбо, мастер спорта России международного класса по дзюдо.
Начал заниматься самбо и дзюдо в 1987 году. Его первым тренером был Кулябцев, а затем его тренировал два года А. М. Кадыров. Следующими тренерами были Урусов Азнаур и Папшуов Мухамед, тренировавшие его вплоть до завершения спортивной карьеры. В 1985 году окончил Черкесский автодорожный колледж, а затем факультет менеджмента Карачаево-Черкесской технологической академии.

## Спортивные результаты

### Самбо
- Чемпионат СССР по самбо 1988 - 3[2]

- Чемпионат СССР по самбо 1989 года — ;
- Чемпионат СССР по самбо 1990 года — ;
- Чемпионат России по самбо 1995 года — ;
- Чемпионат России по самбо 1996 года — ;
- Чемпионат России по самбо 1998 года — ;
- Чемпионат России по самбо 2000 года — ;

### Дзюдо
- Чемпионат СНГ по дзюдо — ;